# Savournon
Savournon ist eine französische Gemeinde im Département Hautes-Alpes in der Region Provence-Alpes-Côte d’Azur. Sie gehört zum Arrondissement Gap und zum Kanton Serres. 

## Geographie
Die Gemeinde liegt in den Seealpen und grenzt im Norden an Chabestan und Le Saix, im Osten an Esparron und Ventavon, im Süden an Garde-Colombe mit Saint-Genis, im Südwesten an Le Bersac und Serres sowie im Nordwesten an La Bâtie-Montsaléon.

## Bevölkerungsentwicklung
| Jahr      | 1962 | 1968 | 1975 | 1982 | 1990 | 1999 | 2008 | 2012 |
| --------- | ---- | ---- | ---- | ---- | ---- | ---- | ---- | ---- |
| Einwohner | 213  | 182  | 174  | 146  | 191  | 208  | 249  | 235  |